# 동행Ⅱ
《동행Ⅱ》는 2001년 7월 20일에 MBC에서 방영한 베스트극장이다. 2001년 극본공모 최우수작으로 선정된 작품으로, 원래 제목은 《동행》이었으나 지난 1993년 같은 제목으로 베스트극장에서 방영된 드라마가 있기 때문에 《동행Ⅱ》로 바꿨다.
이 드라마는 2001년 8월 5일에 명작선으로 선정되어 재방송되었으며, 또한 한국 최초로 2021년 제93회 아카데미 여우조연상을 수상한 배우 윤여정을 기념하기 위해 2021년 4월 26일 MBC ON에서 특별 편성되었다.

## 등장 인물

### 주요 인물
- 이순재 : 정순택(60대 후반) 역

30년 간 음악선생님으로 교단에 있다가 정년퇴직한 2남 1녀를 둔 가장으로 남들에게 아쉬운 소리 못하고, 자식들에게는 엄한 아버지이지만, 아내에게는 꼬장꼬장하게 굴어도 한없는 사랑을 보여준다.
- 윤여정 : 한금녀(60대 후반) 역

순택의 아내. 엄한 남편과는 달리 정도 많고 너그럽고 포용력 있는 어머니다.
- 변희봉 : 김성한(60대 후반) 역

순택의 친구이며, 주유소 사장이다. 젊은날에 금녀를 좋아했다.

### 그 외 인물
- 오승명
- 박용수
- 이상철
- 황진영
- 윤서정
- 이민재
- 박형선
- 한미진
- 이호우
- 유희정

## 수상
- 2002년 ABU상 TV 오락부문 특별상 수상
- 몬테카를로 TV페스티발 본선 진출작